# Джей Джей Проджект
„Джей Джей Проджект“ (на корейски: 제이제이 프로젝트) е южнокорейски поп дует, сформиран от компанията JYP Entertainment.
Състои се от Джейби и Джинйонг. Дуетът издава първия си сингъл „Bounce“ през май 2012 г., а двамата музиканти дебютират като част от групата Got7 през януари 2014 г.

## История

### 2012 − 2014: Индивидуален дебют с Bounce и дебют в Got7
През 2009 г. Джейби и Джинйонг са одобрени на кастинг в JYP Entertainment и стават част от компанията като „трейнита“ (музиканти, които минават през период на обучение, който трае от няколко месеца до няколко години, преди да дебютират). През януари 2012 г. дуетът участва в сериала Dream High 2 по канал KBS. JJ Project дебютира със сингъла „Bounce“ на 17 май 2012 г. Видеоклипът на главния трак със същото име излиза в официалния YouTube канал на новосформирания дует и достига до 1 милион гледания в рамките на 2 дни.
На 16 юни 2012 г. Джейби и Джинйонг са поканени от музикалната програма MM Choice (по това време излъчваща втория си сезон) по канала MBC да запишат и изпълнят собствена версия на песента „Na Na Na“ на Ю Сунгджун. През април 2013 г. дуетът се изявява в сериала When a Man Falls in Love по MBC. На 16 януари 2014 г. членовете на JJ Project дебютират като част от момчешката кей поп група Got7.

### 2017: Verse 2
На 31 юли 2017 г. излиза първият мини албум на JJ Project, Verse 2, който отбелязва завръщането на дуета на сцената след повече от пет години застой. Само за месец са продадени 116 000 копия, а сингълът „Tomorrow, Today (내일, 오늘)“ се класира високо в дигиталните класации. В САЩ албумът дебютира на втората позиция в Billboard World Albums Chart и става най-продаваният корейски албум в Америка през първата седмица след публикуването си. „Tomorrow, Today“ се счита за новото „зряло“ звучене на дуета, заради композицията, която не разчита на EDM елементи, както и заради емоционалните и лични текстове.

## Дискография

### Мини албуми
| Заглавие | Информация                                                                                      | Пикови позиции в класациите | Пикови позиции в класациите | Пикови позиции в класациите | Пикови позиции в класациите | Продажби                                |
| Заглавие | Информация                                                                                      | Южна Корея                  | Япония                      | САЩ (Hot)                   | Billboard World             | Продажби                                |
| -------- | ----------------------------------------------------------------------------------------------- | --------------------------- | --------------------------- | --------------------------- | --------------------------- | --------------------------------------- |
| Verse 2  | - Издаден: 31 юли 2017 г. - Компания: JYP Entertainment - Формат: CD, дигитално разпространение | 2                           | 29                          | 9                           | 2                           | - KOR: 118 309 - JPN: 3,823 - US: 1,000 |

### Сингъл албуми
| Заглавие | Информация                                                                                      | Пикови позиции в класациите | Продажби     |
| Заглавие | Информация                                                                                      | Южна Корея                  | Продажби     |
| -------- | ----------------------------------------------------------------------------------------------- | --------------------------- | ------------ |
| Bounce   | - Издаден: 20 май 2012 г. - Компания: JYP Entertainment - Формат: CD, дигитално разпространение | 8                           | - KOR:12 833 |

### Сингли
| Заглавие          | Година | Пикови позиции | Пикови позиции      | Продажби       | Албум   |
| Заглавие          | Година | Южна Корея     | World Digital Songs | Продажби       | Албум   |
| ----------------- | ------ | -------------- | ------------------- | -------------- | ------- |
| „Bounce“          | 2012   | 30             | 14                  | - KOR: 238 668 | Bounce  |
| „Tomorrow, Today“ | 2017   | 27             | 9                   | - KOR: 48 265  | Verse 2 |

## Филмография

### Уеб поредици
| Година | Заглавие         | Програма | Източник |
| ------ | ---------------- | -------- | -------- |
| 2012   | JJ Project Diary | MTV      | [ 27 ]   |

## Награди и номинации

### Golden Disc Awards
| Година | Категория                | Спечелил/Номиниран | Резултат  |
| ------ | ------------------------ | ------------------ | --------- |
| 2018   | Disc Daesang             | Verse 2            | номинация |
| 2018   | Popularity Award (Korea) | JJ Project         | номинация |

### Seoul Music Awards
| Година | Спечелил/Номиниран | Награда          | Резултат  |
| ------ | ------------------ | ---------------- | --------- |
| 2013   | JJ Project         | New Artist Award | номинация |